# ホスミル・ピント
ホスミル・オズワルド・ピント（Josmil Oswaldo Pinto, 1989年3月31日 - ）は、ベネズエラ・カラボボ州バレンシア出身のプロ野球選手（捕手、一塁手）。右投右打。MLB・サンフランシスコ・ジャイアンツ傘下に所属。
名のJosmilは、アメリカにおいてはヤスミルないしヨスミル (発音：YAHS-meel) と読まれる。

## 経歴

### プロ入りとツインズ時代
2006年2月14日にミネソタ・ツインズと契約。ルーキー級ベネズエラン・サマーリーグ・ツインズ・ブルージェイズで53試合に出場し、打率.25・13本塁打・30打点・3盗塁の成績を残した。
2007年はルーキー級ドミニカン・サマーリーグ・ツインズで54試合に出場し、打率.193・1本塁打・23打点・3盗塁の成績を残した。
2008年はルーキー級ガルフ・コーストリーグ・ツインズで24試合に出場し、打率.329・1本塁打・14打点・1盗塁の成績を残した。
2009年はアパラチアンリーグのルーキー級エリザベストン・ツインズで53試合に出場し、打率.332・13本塁打・55打点の成績を残した。
2010年はA級ベロイト・スナッパーズで100試合に出場し、打率.332・10本塁打・54打点・2盗塁の成績を残した。
2011年はA級ベロイトで9試合に出場後、5月にA+級フォートマイヤーズ・ミラクルへ昇格。64試合に出場し、打率.262・5本塁打・32打点・1盗塁の成績を残した。
2012年はA+級フォートマイヤーズで93試合に出場し、打率.295・12本塁打・51打点の成績を残した。8月にAA級ニューブリテン・ロックキャッツへ昇格。12試合に出場し、打率.298・2本塁打・9打点の成績を残した。オフの11月20日にツインズとメジャー契約を結び、40人枠入りした。
2013年はAA級ニューブリテンで107試合に出場し、14本塁打68打点、打率.308だった。8月にAAA級ロチェスター・レッドウイングスへ昇格し、19試合に出場。打率.314・1本塁打・6打点と結果を残し、8月31日にメジャーへ昇格。9月1日のテキサス・レンジャーズ戦でメジャーデビュー。8番・捕手として先発起用され、4打数2安打1打点1三振だった。9月6日のトロント・ブルージェイズ戦では、9回裏の第四打席にケイシー・ジャンセンからメジャー初本塁打を記録した。この年は21試合に出場し、打率.342・4本塁打・12打点だった。
2014年2月28日にツインズと1年契約に合意し、開幕ロースター入りした。開幕後は正捕手カート・スズキのバックアップや、指名打者として43試合に出場していたが、打率が.222まで落ち込み、6月11日にAAA級ロチェスターへ降格した。後にメジャーに復帰して、出場試合数を57まで伸ばしたが、打率.219と前年から大きく低下した。守備成績も芳しくなく、25試合のキャッチャー守備で5失策・守備率.973・DRS -4という低数値だった。また盗塁阻止に関しては、20回走られて全て刺せず、阻止率は0%だった。
2015年は40人枠にとどまったもののメジャーで試合に出場する機会がなく、マイナーの3ランク（ルーキー級・A+級・AAA級）でプレーした。計72試合に出場し、打率.228・9本塁打・35打点という成績をマークした。マイナーでは捕手として33試合で守りに就いたが、DHを務めた試合も多く、37試合だった。

### ブルワーズ時代
2015年11月20日にウェイバーを経てサンディエゴ・パドレスへ移籍したが、12月21日にDFAとなった。その後、12月23日にウェイバーを経てミルウォーキー・ブルワーズへ移籍したが、2016年1月6日にDFAとなり、13日に40人枠を外れる形で傘下のAAA級コロラドスプリングス・スカイソックスへ降格した。
シーズンではAAA級コロラドスプリングスでプレーし、86試合に出場して打率.308・11本塁打・51打点の成績を残した。9月20日にメジャー契約を結んでアクティブ・ロースター入りした。ブルワーズでは6試合に出場して5打数無安打だった。オフの11月7日に40人枠を外れる形でへ配属された後、12月25日に自由契約となった。

### ジャイアンツ傘下時代
2016年12月26日にサンフランシスコ・ジャイアンツとマイナー契約を結び、2017年のスプリングトレーニングに招待選手として参加することになった。

## 詳細情報

### 年度別打撃成績
| 年 度    | 球 団    | 試 合 | 打 席 | 打 数 | 得 点 | 安 打 | 二 塁 打 | 三 塁 打 | 本 塁 打 | 塁 打 | 打 点 | 盗 塁 | 盗 塁 死 | 犠 打 | 犠 飛 | 四 球 | 敬 遠 | 死 球 | 三 振 | 併 殺 打 | 打 率 | 出 塁 率 | 長 打 率 | O P S |
| -------- | -------- | ----- | ----- | ----- | ----- | ----- | -------- | -------- | -------- | ----- | ----- | ----- | -------- | ----- | ----- | ----- | ----- | ----- | ----- | -------- | ----- | -------- | -------- | ----- |
| 2013     | MIN      | 21    | 83    | 76    | 10    | 26    | 5        | 0        | 4        | 43    | 12    | 0     | 0        | 0     | 0     | 6     | 0     | 1     | 22    | 3        | .342  | .398     | .566     | .963  |
| 2014     | MIN      | 57    | 197   | 169   | 25    | 37    | 8        | 0        | 7        | 66    | 18    | 0     | 1        | 0     | 3     | 24    | 0     | 1     | 50    | 7        | .219  | .315     | .391     | .705  |
| 2016     | MIL      | 6     | 6     | 5     | 1     | 0     | 0        | 0        | 0        | 0     | 0     | 0     | 0        | 0     | 0     | 1     | 0     | 0     | 4     | 0        | .000  | .167     | .000     | .167  |
| MLB：3年 | MLB：3年 | 84    | 286   | 250   | 36    | 63    | 13       | 0        | 11       | 109   | 30    | 0     | 1        | 0     | 3     | 31    | 0     | 2     | 76    | 10       | .252  | .336     | .436     | .772  |

- 2016年度シーズン終了時

### 背番号
- 43（2013年 - 2014年）
- 21（2016年）